# Выборы в Европейский парламент в Латвии (2019)
Выборы в Европейский парламент в Латвии 2019 года (латыш. 2019. gada Eiropas Parlamenta vēlēšanas Latvijā) — четвёртые прямые выборы в Европейский парламент в Латвии, которые прошли как часть общеевропейских выборов 25 мая 2019 года. Как и на предыдущих европейских выборах, Латвия представлена в Европейском парламенте восемью депутатами.

## Предыстория
На выборах в Европейский парламент в 2014 году победу одержала партия «Единство», входящая в Европейскую народную партию. «Единство» получило четыре мандата из отведённых Латвии восьми мест в Европейском парламенте. Евродепутатами стали Валдис Домбровскис, Сандра Калниете, Артис Пабрикс и Кришьянис Кариньш; все они присоединились к фракции Европейской народной партии в парламенте. Впоследствии Валдис Домбровскис был назначен членом Европейской комиссии. Его мандат перешёл 1 ноября 2014 года Инесе Вайдере, которая на выборах заняла пятое место в списке кандидатов от партии «Единство».
3 июня 2018 года Артис Пабрикс вышел из партии «Единство» на фоне резкого падения её популярности и присоединился к объединению «Развитию/За!», оставшись во фракции Европейской народной партии. На парламентских выборах 2018 года Артис Пабрикс возглавил список «Развитию/За!» и был избран в Сейм. Его мандат перешёл 28 ноября 2018 года бывшему министру образования Латвии Карлису Шадурскису, который был седьмым в списке «Единства» на европейских выборах 2014 года, а на парламентских выборах 2018 года не смог попасть в национальный парламент. 22 января 2019 года в связи с назначением на должность премьер-министра Кришьянис Кариньш сложил мандат европарламентария. Его мандат перешёл Алексею Лоскутову, который на европейских выборах 2014 года занял девятое место в списке кандидатов от партии «Единство».
Второе место на выборах в Европейский парламент в 2014 году заняла Социал-демократическая партия «Согласие». Наибольшую поддержку в списке кандидатов «Согласия» получил журналист и беспартийный политик Андрей Мамыкин, который в Европейском парламенте вошёл в Прогрессивный альянс социалистов и демократов. В 2018 году Андрей Мамыкин обвинил «Согласие» в недостаточной защите русскоязычного меньшинства и поддержал на парламентских выборах 2018 года Русский союз Латвии. Из-за того, что Русский союз Латвии не прошёл в Сейм, Андрей Мамыкин сохранил мандат в Европейском парламенте.
Представительницей Союза зелёных и крестьян в Европейском парламенте была избрана член Крестьянского союза Латвии Ивета Григуле. До 15 октября 2014 года она состояла во фракции «Европа за свободу и демократию». Впоследствии Ивета Григуле вышла из фракции и стала независимым депутатом. С 27 апреля 2015 года входит во фракцию Альянса либералов и демократов за Европу. 8 сентября 2017 года из-за разногласий с руководством СЗК Ивета Григуле вышла из Крестьянского союза Латвии.
Европейским депутатом от Русского союза Латвии была избрана Татьяна Жданок, присоединившаяся ко фракции «Зелёные — Европейский свободный альянс». В 2018 году Татьяна Жданок сложила депутатский мандат для участия в парламентских выборах. Её мандат перешёл 5 марта 2018 года Мирославу Митрофанову, который на европейских выборах 2014 года занял второе место в списке кандидатов Русского союза Латвии.

## Дата выборов
Согласно статьям 10 и 11 Акта о выборах членов Европейского парламента всеобщим прямым голосованием 1976 года выборы нового созыва парламента должны состояться через пять лет после выборов действующего созыва. На всей территории союза выборы должны пройти на одной и той же неделе, однако страны-члены самостоятельно определяют конкретную дату голосования в промежутке от четверга до воскресенья. Государства, в которых голосование прошло раньше, не имеют права публиковать результаты волеизъявления своих граждан до тех пор, пока не закроются избирательные участки на всей территории союза. В Латвии выборы в Европейский парламент пройдут в субботу 25 мая с 7 до 22 часов по местному времени. С 22 до 24 мая возможно досрочное голосование, когда участки будут работать несколько часов в день.

## Избирательная система
Депутаты Европейского парламента от Латвии избираются на пятилетний срок на основе пропорциональной системы в едином округе, то есть каждая партия получает примерно такое же количество мандатов, сколько процентов действительных голосов было отдано за неё в результате голосования. Для распределения мандатов между партиями применяется метод Сент-Лагю. Избирательные списки являются открытыми, то есть избиратели могут выразить предпочтение или отказать в поддержке отдельным кандидатам в выбранном списке и повлиять на очерёдность распределения мандатов между кандидатами партии.
На выборах в Европейский парламент в Латвии применяется формальный пятипроцентный электоральный барьер. В действительности из-за того что страна избирает восемь депутатов, один мандат может соответствовать около 12,5 % действительных голосов.
Право принимать участие в голосовании имеют граждане Латвии, достигшие 18 лет, а также граждане других стран-членов Европейского союза, зарегистрированные в Реестре жителей Латвии. Граждане Латвии автоматически включаются в Реестр избирателей и зарегистрированы на определённых избирательных участках в соответствии с местом проживания, но с 16 марта до 7 мая избирательный участок можно поменять. Граждане других стран Европейского союза, проживающие на территории Латвии и желающие участвовать в европейских выборах в этой стране, должны до 25 апреля 2019 года подать заявление о регистрации в Реестре избирателей в Центральную избирательную комиссию.
Кандидатов на выборы в Европейский парламент в Латвии могут выдвигать партии и объединения партий, насчитывающие не менее пятисот членов. Самовыдвижение на европейских выборах в Латвии запрещено. Кандидатами могут становиться достигшие 21 года граждане Латвии и граждане других стран ЕС, проживающие в Латвии. Выдвижение списков кандидатов проходило с 6 до 21 марта. В список одной партии или объединения могут быть включены не более 16 кандидатов.

## Участники выборов
| Номер в бюллетене | Партия                         | Лидер на выборах 2019 года | Европейская партия | Результат 2014    | Мандаты наст. вр. | Фракция | Кандидатов  |    |
| ----------------- | ------------------------------ | -------------------------- | ------------------ | ----------------- | ----------------- | ------- | ----------- | -- |
| Номер в бюллетене | 1                              | Русский союз Латвии        | Татьяна Жданок     | ЕСА               | 6,38 % (1 место)  | 2       | Зелёные/ЕСА | 16 |
| 2                 | Латышские националисты         | Андрис Рубинс              | –                  | –                 | –                 | –       | 16          |    |
| 3                 | Объединение регионов Латвии    | Эдвардс Смилтенс           | –                  | 2,49 % (0 мест)   | 0                 | –       | 16          |    |
| 4                 | Союз зелёных и крестьян        | Дана Рейзниеце-Озола       | ЕПЗ                | 8,26 % (1 место)  | 0                 | –       | 16          |    |
| 5                 | KPV LV                         | Каспарс Гиргенс            | –                  | –                 | –                 | –       | 16          |    |
| 6                 | Прогрессивные                  | Гунта Анча                 | –                  | –                 | –                 | –       | 16          |    |
| 7                 | Новое согласие                 | Юрий Журавлев              | –                  | –                 | –                 | –       | 16          |    |
| 8                 | Новая консервативная партия    | Андис Кудорс               | –                  | –                 | –                 | –       | 16          |    |
| 9                 | Развитию/За!                   | Иварс Иябс                 | –                  | 2,12 % (0 мест)   | 0                 | –       | 16          |    |
| 10                | Согласие+Честь служить Риге    | Нил Ушаков                 | ПЕС                | 13,04 % (1 место) | 0                 | –       | 16          |    |
| 11                | Национальное объединение       | Роберт Зиле                | АЕКР               | 14,25 % (1 место) | 1                 | ЕКР     | 16          |    |
| 12                | Евроскептики - Партия действия | Эйнарс Граудиньш           | –                  | –                 | –                 | –       | 8           |    |
| 13                | Атмода                         | Ингуна Судраба             | –                  | 0,33 % (0 мест)   | 0                 | –       | 16          |    |
| 14                | Партия центра                  | Нормундс Гростиньш         | –                  | –                 | –                 | –       | 15          |    |
| 15                | ЛСДРП                          | Янис Диневичс              | ПЕС                | 0,33 % (0 мест)   | 0                 | –       | 15          |    |
| 16                | Новое единство                 | Валдис Домбровскис         | ЕНП                | 46,19 % (4 места) | 4                 | ЕНП     | 16          |    |

1. ↑  В Европейскую партию зелёных входит Латвийская зелёная партия как часть СЗК
2. ↑  Результат партии «Латвийскому развитию»
3. ↑  Результат «Согласия» на выборах 2014 года
4. ↑  Объединение партии «От сердца — Латвии», Христианского демократического союза[англ.] и партии «Честь служить нашей Латвии[латыш.]»
5. ↑  Результат Христианского демократического союза[англ.]

### Социологические опросы

| Источник                       | Дата            | Размер выборки | Новое Единство                                                     | НО                | Согласие   | СЗК       | РСЛ       | KPV LV    | НКП       | Развитию/За! | ЛОР   | П      | Другие/не определились |          |      |      |       |
| ------------------------------ | --------------- | -------------- | ------------------------------------------------------------------ | ----------------- | ---------- | --------- | --------- | --------- | --------- | ------------ | ----- | ------ | ---------------------- | -------- | ---- | ---- | ----- |
| Источник                       | Дата            | Размер выборки | Latvijas Fakti Архивная копия от 27 апреля 2019 на Wayback Machine | 12-22 апреля 2019 | 1046       | 6,1% (1)  | 6,5% (2)  | 11,4% (3) | 5,8% (1)  | 2,4%         | 1,9%  | 4,9%   | Другие/не определились | 5,8% (1) | 2,6% | 1,4% | 51,2% |
| Factum                         | 1-7 апреля 2019 | 542            | 16% (1)                                                            | 13% (1)           | 19% (2)    | 10% (1)   | 5%        | 3%        | 10% (1)   | 10% (1)      | 4%    | 5% (1) | 3%                     |          |      |      |       |
| Kantar public                  | 18 февраля 2019 | —              | 5,8%                                                               | 11,3% (1)         | 25,4% (2)  | 11,8% (1) | 1,2%      | 10,4% (1) | 17,7% (2) | 9,8% (1)     | 3,9%  | 2,3%   | 0,4%                   |          |      |      |       |
| Выборы в Сейм                  | 6 октября 2018  | 845 196        | 6,69%                                                              | 11,01%            | 19,80%     | 9,91%     | 3,20%     | 14,25%    | 13,59%    | 12,04%       | 4,14% | 2,61%  | 2,76%                  |          |      |      |       |
| Выборы в Европейский парламент | 24 мая 2014     | 440 288        | 46,19% (4)                                                         | 14,25% (1)        | 13,04% (1) | 8,26% (1) | 6,38% (1) | —         | —         | 2,12%        | 2,49% | —      | 7,27%                  |          |      |      |       |